# ريسه وند (مقاطعة دلفان)
ريسه‌وند (بالفارسية: ریسه‌وند) هي قرية تقع في قسم ايتيوند الجنوبي الريفي (مقاطعة دلفان) في إيران. يقدر عدد سكانها بـ 30 نسمة .